# Gérard Mulliez
Gérard Mulliez (Roubaix, 13 de mayo de 1931) es un empresario francés, miembro de una familia de la industria textil (Phildar) del norte de Francia.
Al final de los años cincuenta fue a los Estados Unidos para asistir a los seminarios de Bernardo Trujillo sobre las nuevas fórmulas comerciales que nacían en los Estados Unidos. Inspirándose en el modelo Carrefour (cuyo fundador, Marcel Fournier, aplicó los preceptos de Bernardo Trujillo), Gérard Mulliez abrió en 1961 en Roubaix su primer almacén en el barrio de los "Altos Campos".
Sin embargo, los principios fueron difíciles y los resultados lamentables. Gérard Mulliez decidió entonces hacer caso de Edouard Leclerc (fundador de los almacenes Leclerc) y descubrió que vender más barato hacía vender aún más. Aplicó, en particular, este principio al whisky, cuyos precios rompió.
Actualmente es presidente del grupo Auchan y también del conjunto de las cadenas de su grupo: Auchan, Akí, Alcampo, Alinéa, Amarine, Boulanger, Bricomart, Decathlon, Flunch, Kiabi, Kiloutou, Leroy Merlin, OBI, Norauto, Picpain, Pimkie, Picwic, Pizza Paï, Telandcom, Saint-Maclou, y 3 Suisses.
Además, fue condecorado con la Legión de Honor.